# Нуиксут (аэропорт)
Аэропорт Нуиксут (англ. Nuiqsut Airport), (ИАТА: NUI, ИКАО: PAQT, FAA LID: AQT) — государственный гражданский аэропорт, расположенный в городе Нуиксут (Аляска), США.

## Операционная деятельность
Аэропорт Нуиксут находится на высоте 12 метров над уровнем моря и эксплуатирует одну взлётно-посадочную полосу:
- 4/22 размерами 1324 x 27 метров с гравийным покрытием.

За период с 31 декабря 2005 года по 31 декабря 2006 года Аэропорт Нуиксут обработал 1 800 операций взлётов и посадок самолётов (в среднем 150 операций ежемесячно), из них 83 % пришлось на рейсы аэротакси, 11 % — военная авиация и 6 % — авиация общего назначения.: